# 坎納島
坎納島是蘇格蘭的島嶼，位於大西洋海域，屬於內赫布里底群島的一部分，長7公里、闊1.5公里，面積11.3平方公里，最高點海拔高度211米，2006年人口19。

## 外部連結
- National Trust for Scotland – Property Details For Canna
- Birlinn
- The Canna Story（页面存档备份，存于）

57°03′28″N 6°32′44″W / 57.05790°N 6.54564°W